# 1747 a tudományban
Az 1747. év a tudományban és a technikában.

## Anatómia
- Bernhard Siegfried Albinus anatómus Jan Wandelaar festőművész segítségével elkészíti az emberi csontok és izmok addigi legjobb ábrázolását.
- Albrecht von Haller publikálja az Experiments in the Anatomy of Respiration című munkáját

## Matematika
- Jean le Rond d’Alembert parciális differenciálegyenleteket használ a fizikában.

## Díjak
- Copley-érem: Gowin Knight

## Születések
- január 19. – Johann Elert Bode csillagász († 1826)
- november 23. – Sigmund Zois geológus († 1819)
- Pierre Joseph Bonnaterre természettudós († 1804)

## Halálozások
- április 2. – Johann Jacob Dillenius botanikus, orvos (* 1687)
- Johann Heinrich von Heucher botanikus (* 1677)